# Schlageisen (Werkzeug)

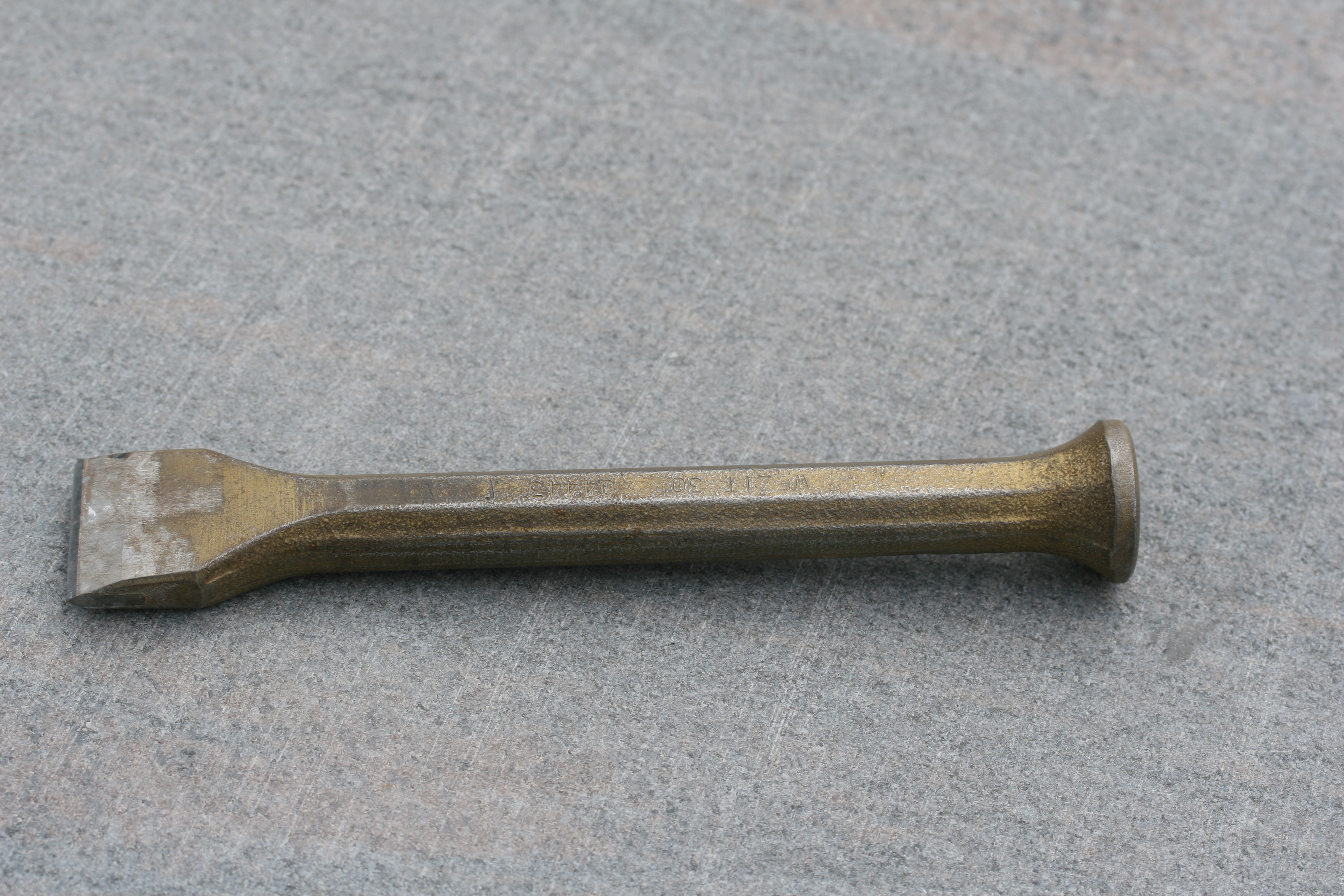
Schlageisen mit breitem Knüpfelkopf und Hartmetalleinsatz

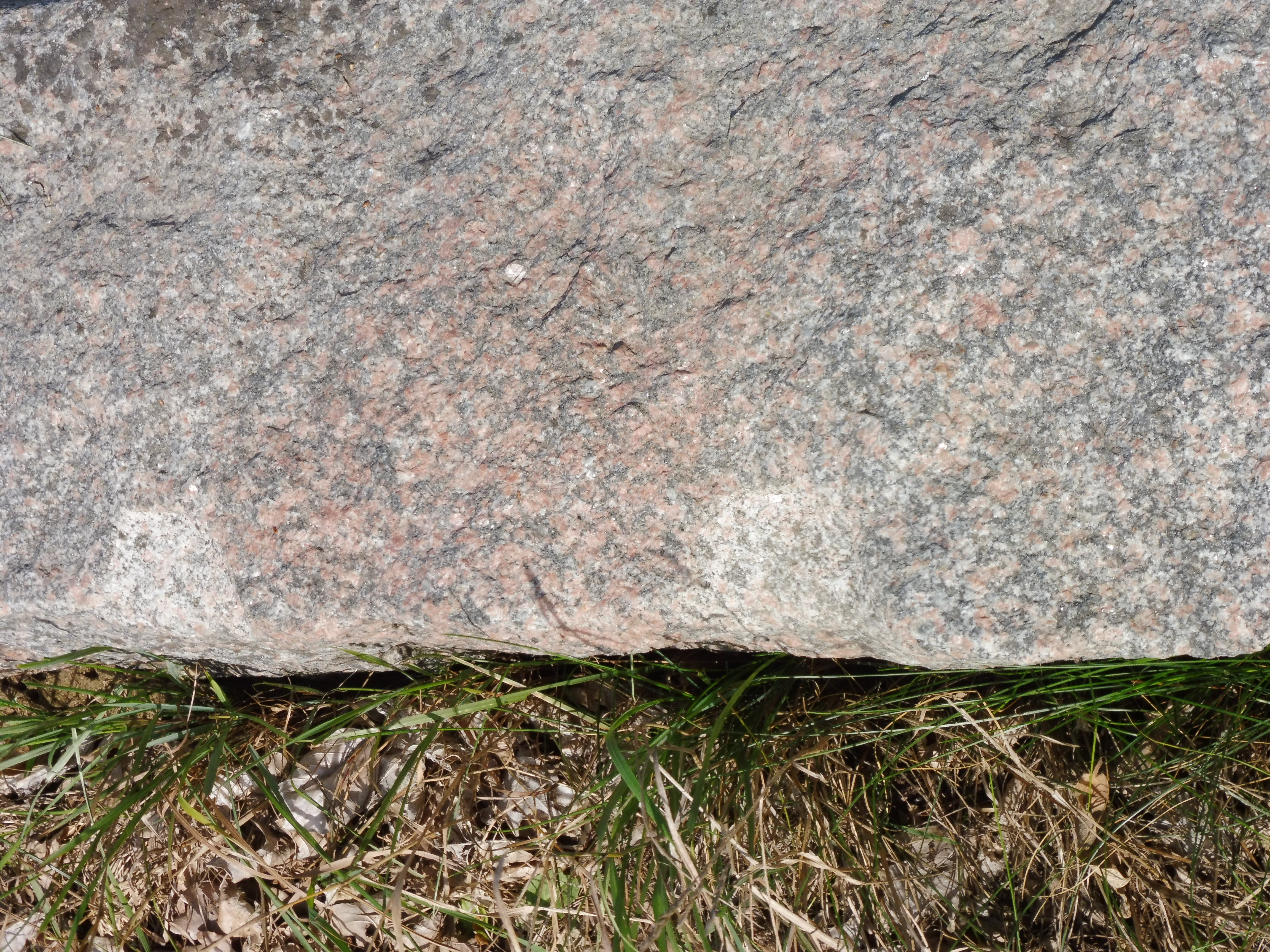
Meißelspuren an einem Granitsturz

Das Schlageisen ist ein historisches Werkzeug, das auch heute noch in der Steinbearbeitung verwendet wird. 

## Verwendung
Hierbei handelt es sich um ein Werkzeug aus Stahl, das eine gehärtete keilartige Schneide sowie einen ungehärteten Schaft aufweist. Die Schneidenbreite eines Schlageisens liegt bei ca. 20 bis 25 mm. Die Schneide kann aus Hartmetall bestehen. Das Werkzeugende ist entweder als leicht gewölbter Fäustelkopf für die Hartgesteins- oder als breiter Knüpfelkopf für die Weichgesteinsbearbeitung ausgebildet.
Schlageisen werden mit Hilfe eines Fäustels oder eines Knüpfels angetrieben, um den rohen Naturwerkstein begrenzende Randschläge an den rauen und unbearbeiteten Steinoberflächen zu schlagen. Zunächst werden drei äußere Randschläge ausgeführt, die anschließend die Möglichkeit bieten mit einem vierten Schlag eine ebene Fläche herzustellen. Der vierte Punkt auf der Steinfläche wird, nachdem mit den zwei Randschlägen drei Messpunkte entstanden sind, mit dem Auge und mit Hilfe eines Richtscheits ersehen. Erst dann entsteht eine ebene Fläche, die den Ausgangspunkt für weitere Steinmetzarbeiten wie die Herstellung eines Quaders bietet. Anschließend wird das zwischen den Schlägen überstehende Steinmaterial mit anderen Werkzeugen abgearbeitet, damit die Fläche plan wird.

## Ähnliche Werkzeuge
- Beizeisen
- Scharriereisen
- Fläche (Werkzeug)
- Meißel

## Berufe
- Steinmetz
- Steinbildhauer